# Komsa
Die KOMSA-Gruppe zählt zu den größten IKT-Distributoren und -Dienstleistern Deutschlands. Laut Angaben des Unternehmens hat KOMSA über 30.000 Handelspartner und über 200 gelistete Industriepartner.

## Geschichte

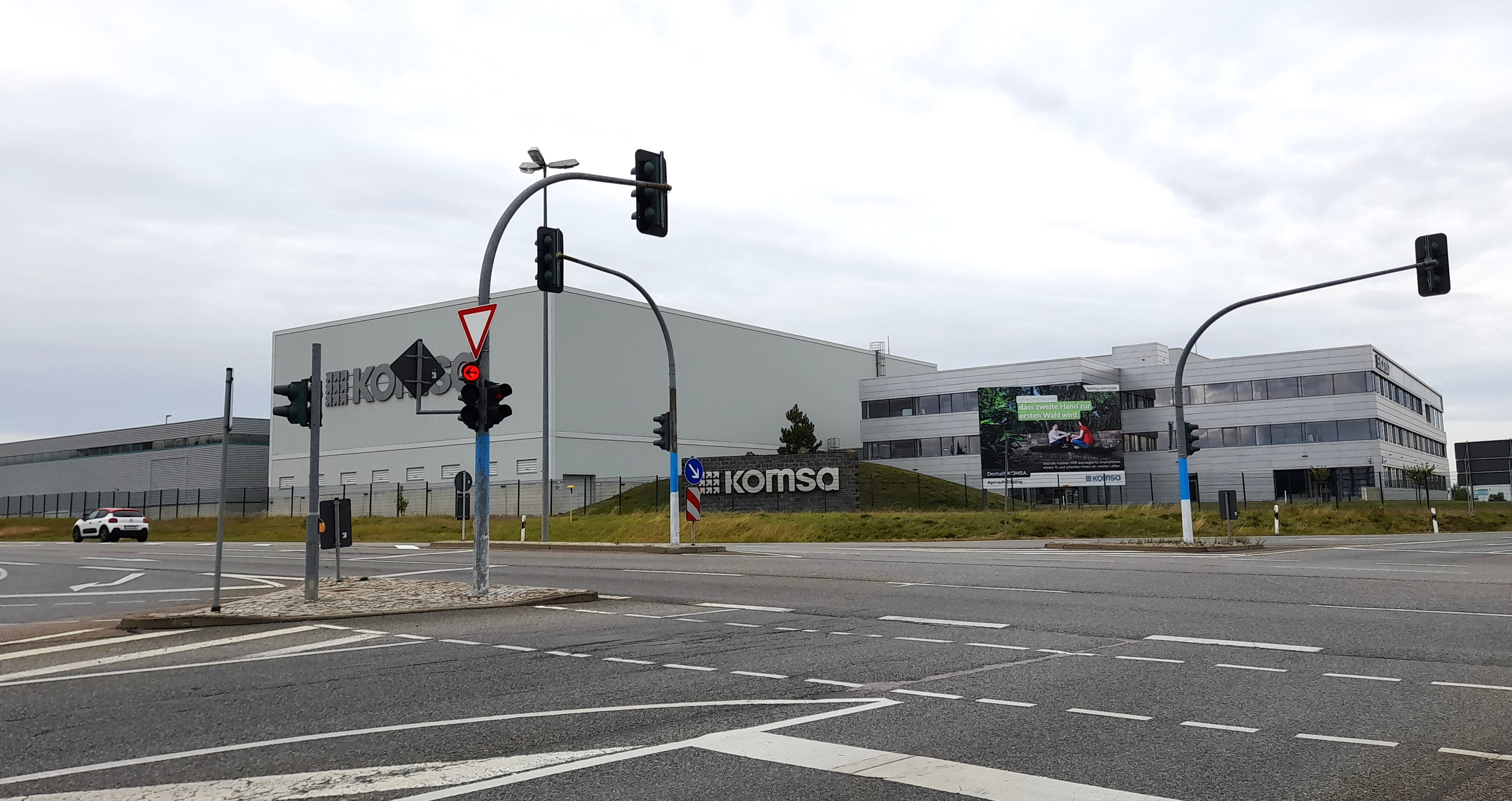
KOMSA AG Hartmannsdorf

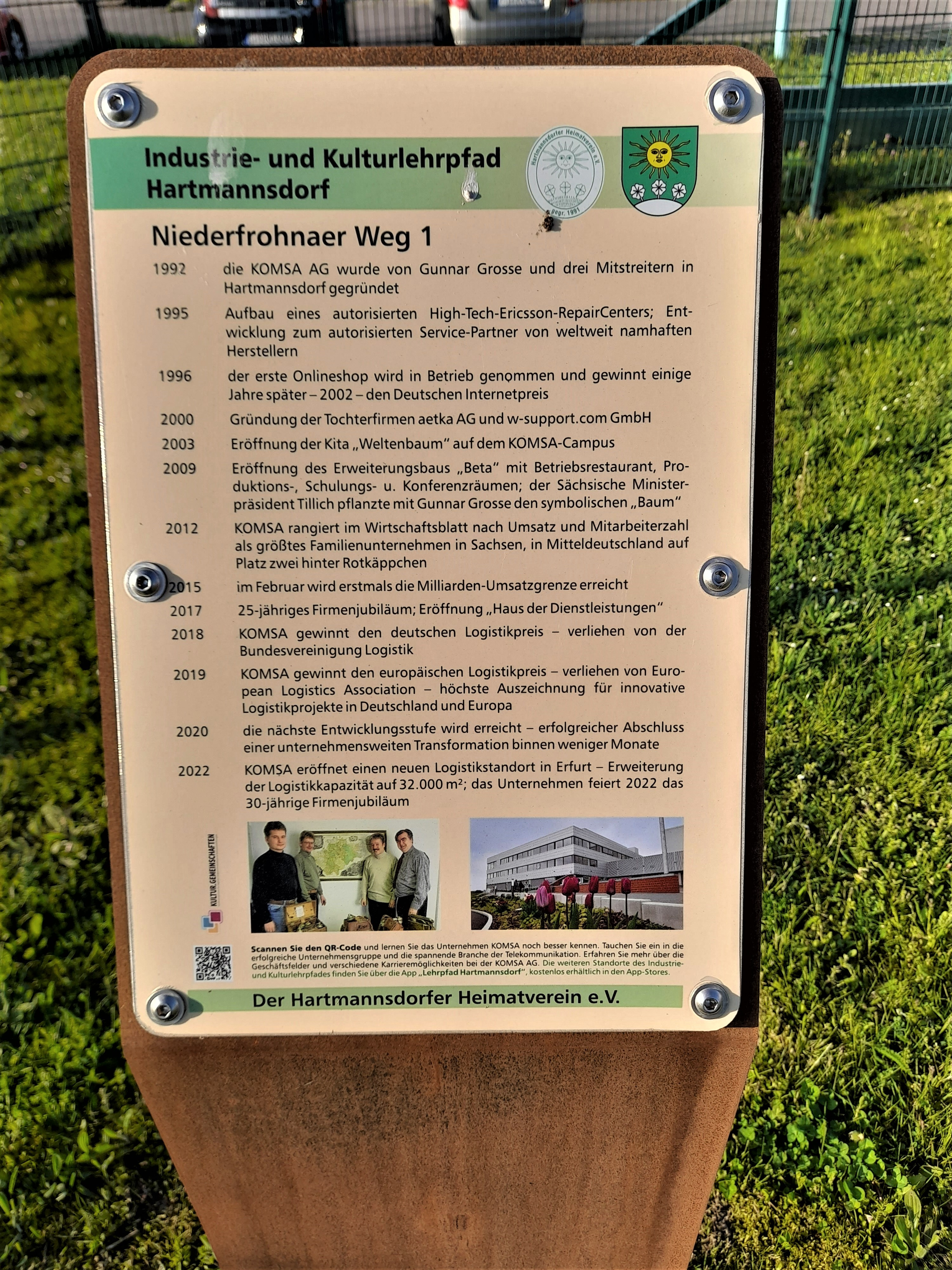
Industrie- und Kulturlehrpfad Hartmannsdorf, Geschichte der KOMSA AG

Der gebürtige Schwede Gunnar Grosse (1939–2023) gründete KOMSA am 1. Dezember 1992 gemeinsam mit Jürgen Unger, Norbert Hanussek und Jürgen Fuchs. Gründungsort war ein alter Bauernhof in Hartmannsdorf bei Chemnitz, den die Vorfahren von Grosse bewirtschaftet hatten. Ende der 90er Jahre entstand mit einer Investitionssumme von über 12 Millionen Mark der KOMSA-Hauptsitz in Hartmannsdorf.
20 Jahre später, zum Firmenjubiläum im Jahr 2012, arbeiteten bei KOMSA 1.300 Mitarbeiter. Außerdem erzielte das Unternehmen im Jahr 2012 erstmals einen Umsatz von einer Milliarde Euro. Gunnar Grosse und Jürgen Unger wechselten 2017 in den Aufsichtsrat und übergaben die Firmenleitung an ein fünfköpfiges Team, bestehend aus Uwe Bauer als Vorstandsvorsitzender und den Vorständen Steffen Ebner, Sven Mohaupt, Torsten Barth und Katrin Haubold. 
Zum 1. Mai 2020 wurde Pierre-Pascal Urbon neuer Vorstandsvorsitzender. Im Geschäftsjahr 2020/2021 erwirtschaftete die Gruppe einen Umsatz von 1,3 Milliarden Euro und beschäftigte 1.200 Mitarbeiter. Am 28. Oktober 2022 gab die KOMSA-Gruppe die Absicht bekannt, mit der Westcoast-Gruppe (dem größten IT-Distributor in Großbritannien) zu fusionieren. Westcoast übernahm dabei bis 2025 schrittweise die Aktienanteile der Firmengründer Gunnar Grosse und Jürgen Unger.
Seit dem 1. April 2025 nimmt Toni Burger die Rolle des Vorstandsvorsitzenden (CEO & CFO) ein. Die Vorstandsmitglieder Katrin Haubold und Sven Mohaupt haben das Unternehmen zum 31. Juli 2025 verlassen.

## Portfolio und Leistungen
KOMSA versteht sich als Value-Add Distributor. Das bedeutet, KOMSA vertreibt nicht nur Telekommunikations- und IT-Produkte, sondern bietet ein umfassendes Zusatzleistungsportfolio an. Die Kundenliste umfasst ITK-Fachhändler, Systemhäuser, Online-Händler, Sportfachhändler, Healthcare-Anbieter, Automobilhersteller und Endverbraucher. Das KOMSA-Portfolio beinhaltet insgesamt mehr als 35.000 Produkte. 
KOMSA bietet folgende Dienstleistungen entlang des Lebenszyklus digitaler Produkte an:
- Netzvermarktung
- Cloud Services
- Pre-Sales Services
- Device as a Service
- Marketing Services
- Kundenbetreuung
- Training und Zertifizierungen
- Logistics Services (Vor- und Rückwärtslogistik)
- Reparaturen außerhalb und innerhalb der Garantie, Recycling und Refurbishment
- Wiederaufbereitung und Vermarktung von B-Ware
- EDI-Schnittstellenservices
- Warenwirtschaftssysteme
- digitale Verkaufsberatung und Auto-Replenishment

## Standorte und Tochterunternehmen
Aktuell hat die KOMSA-Gruppe neben ihrem Hauptsitz in Hartmannsdorf fünf weitere Standorte in Kamen, Osnabrück, Wolfsburg, München und Wrocław. Außerdem betreibt die Firma einen zusätzlichen Logistik-Standort in Erfurt. Neben der Muttergesellschaft KOMSA AG gehören folgende Unternehmen zur KOMSA-Gruppe:
- aetka AG
- KOMSA Services GmbH
- KOMSA Management GmbH

- w-support.com GmbH
- Saxonum GmbH
- Kapps GmbH
- KOMSA Polska sp. z.o.o.
- aetka Communication Center sp. z.o.o.

## Sonstiges
2003 gründete KOMSA den Betriebskindergarten Weltenbaum. Der Kindergarten hat Kapazität für etwa 70 Kinder, die dort zweisprachig aufwachsen und gezielt in der Bereichen Mathematik, Naturwissenschaften, Ethik und Umwelt gefördert werden. Der Kindergarten soll vor allem Eltern, die bei KOMSA arbeiten, entlasten.
2018 gewann KOMSA gemeinsam mit LogistikPlan den Deutschen Logistikpreis der Bundesvereinigung Logistik. Im Jahr darauf wurde KOMSA mit dem Europäischen Logistikpreis der European Logistic Association ausgezeichnet. In den Jahren 2023 und 2024 wurden unter anderem der  Große Preis des Mittelstands, der  IT Business Award in Platin und Gold sowie der  Eco Partner Status Platinum von Samsung verliehen.